# Dawid Nowodworski
Dawid Nowodworski (ur. 1916, zm. 1943) – uciekinier z obozu zagłady w Treblince oraz autor relacji z tego obozu złożnej w podziemnym archiwum getta warszawskiego. Członek Żydowskiej Organizacji Bojowej (ŻOB) i dowódca jednej z grup bojowych w trakcie powstania w getcie warszawskim.

## Życiorys
Pochodził z warszawskiej rodziny robotniczej. Był działaczem organizacji młodzieżowej Ha-Szomer Ha-Cair. W trakcie okupacji niemieckiej, znalazł się w getcie warszawskim, gdzie mieszkał ze swoją towarzyszką życiową Rywką Szafirsztajn. W getcie, Nowodworski i Szafirsztajn prowadzili finanse gettowego Ha-Szomer Ha-Cair. 
17 sierpnia 1942 podczas wielkiej akcji deportacyjnej w getcie warszawskim, został deportowany do obozu zagłady w Treblince, skąd zdołał uciec i wrócić do getta. 28 sierpnia 1942 spisał relację, która znalazła się w podziemnym archiwum getta warszawskiego tworzonym przez grupę Oneg Szabat (była to pierwsza zapisana relacja uciekniera z Treblinki). 
Następnie wstąpił do Żydowskiej Organizacji Bojowej. W trakcie powstania w getcie warszawskim, dowodził grupą Ha-Szomer Ha-Cair przy ul. Nowolipie 67. Getto opuścił 29 kwietnia 1943 i przedostał się do lasów wyszkowskich. Pod koniec czerwca lub na początku lipca 1943 został zatrzymany ze swoją grupą w drodze do Warszawy (wraz z nim zginęli: Rywka Szafirsztajn, Heniek Klajnwajs, Dorka Dembińska, Szymon Szejntal i Izrael Romanowicz).
Pośmiertnie postanowieniem o odznaczeniu z dnia 19 kwietnia 1948, za zasługi położone w walce zbrojnej z okupantem hitlerowskim został odznaczony Krzyżem Srebrnym Orderu Virtuti Militari.
Relacja Nowodworskiego została opublikowana w 13. tomie pełnej edycji Archiwum Ringelbluma „Ostatnim etapem przesiedlenia jest śmierć”.